# Dystrophaeus
Dystrophaeus is een geslacht van plantenetende sauropode dinosauriërs, behorend tot de groep van de Neosauropoda, dat tijdens het late Jura leefde in het gebied van het huidige Noord-Amerika. De typesoort is Dystrophaeus viaemalae.

## Vondst en naamgeving

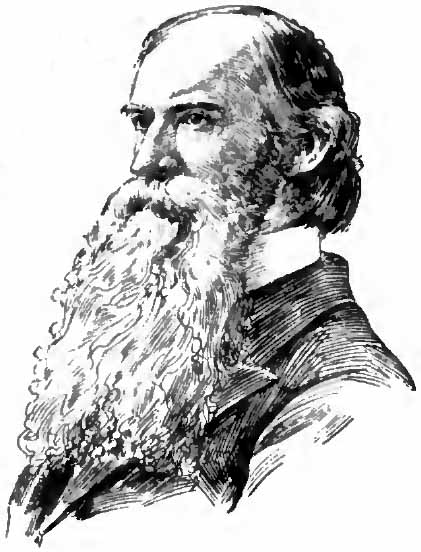
J.S. Newberry vond het fossiel van Dystrophaeus

In augustus 1859 voerde een team van het Amerikaanse leger een cartografische expeditie uit in San Juan County in Utah. Over een bijna onbegaanbare weg daalde men af in de kloof van de Cañon Pintado. Van de expeditie maakte ook John Strong Newberry deel uit, een natuuronderzoeker van het Smithsonian Institution. Hij vond op 12 augustus wat botfragmenten aan de voet van een hoge klip van rode zandsteen. Door in de rotswand treden te hakken wist hij die te beklimmen om de bron van de botsplinters te vinden: een voorpoot van een reusachtige sauriër die hij met veel moeite op 23 augustus wist te bergen. Uiteindelijk werden de fossielen onder beheer van Joseph Leidy opgeslagen in het Smithsonian. Het betrof de eerste vondst van een sauropode in Amerika op twee tanden van Astrodon na. Newberry zou er zelf nooit meer aandacht aan besteden omdat hij tijdens de Amerikaanse Burgeroorlog een carrière begon als militair arts.
In 1877 benoemde en beschreef Edward Drinker Cope de vondst. De geslachtsnaam is afgeleid van het Klassiek Griekse dys, "slecht", en strophaeus, "gewricht", een verwijzing naar het ruwe botoppervlak van de gewrichten dat diende als aanhechting voor een dikke laag kraakbeen. De soortaanduiding leest als viae malae in het Latijn, "van de slechte weg". Cope gaf geen etymologie: het verwijst naar de lastige tocht van de expeditie of naar de gevaarlijke klimpartij van Newberry. Het holotype, USNM 2364, bestaat uit een schouderblad, een borstbeen, een opperarmbeen, een ellepijp, een gedeeltelijk spaakbeen en het derde en vierde middenhandsbeen. Cope nam aan dat de vindplaats uit het Trias stamde; in 1904 herbeschreef Friedrich von Huene de beenderen en concludeerde dat ze uit het Jura stamden. In 1988 werd door amateurpaleontoloog Fran Barnes de vindplaats herontdekt, waar zich nog wat resten bleken te bevinden. De stratificatie werd nader bepaald als de onderste Morrisonformatie uit het vroegste Kimmeridgien, ongeveer 155 miljoen jaar oud. Later onderzoek wijst op een nog oudere datering, Oxfordien-Callovien.

## Beschrijving
Dystrophaeus is een relatief kleine sauropode die vrij slank gebouwd is. Het schouderblad is te onvolledig om er de vorm van te bepalen. De ellepijp is slank gebouwd. De middenhandsbeenderen zijn tamelijk kort. Het opperarmbeen heeft een lengte van 76 centimeter wat wijst op een totale lengte van tien à vijftien meter. Gregory S. Paul schatte in 2010 de lengte op dertien meter, het gewicht op zeven ton.

## Fylogenie
Over de plaatsing van Dystrophaeus bleef eerst veel onzekerheid bestaan. Cope begreep dat het een dinosauriër betrof en Henri-Émile Sauvage wees de soort toe aan de Atlantosauridae, een groep sauropoden. Othniel Charles Marsh echter dacht in 1895 aan de Stegosauridae. Von Huene schiep in 1904 maar een eigen familie, de Dystrophaeidae, waarvan hij meende dat het plantenetende Theropoda waren. Pas in 1908 begreep hij dat het een sauropode was en concludeerde tot de Cetiosauridae in 1927 verfijnd tot de Cardiodontinae. Alfred Romer dacht in 1966 aan de Brachiosauridae, zij het dan in een Cetiosaurinae.
David Gillette stelde in 1996 dat het een lid van de Diplodocidae betrof dat kort tevoren als eerste diplodocide uit Azië naar Noord-Amerika geëmigreerd was en een van de oudste bekende sauropoden in Amerika was. Latere onderzoekers kwamen tot de conclusie dat vanwege de beperkte resten de soort een nomen dubium is, waarvan weinig meer gezegd kan worden dan dat het tot de Eusauropoda behoort. Zelfs is gesuggereerd dat het om een exemplaar van Camarasaurus zou gaan.